# Heino von Heimburg
Heino Adolf von Heimburg (Hannover, 24 ottobre 1889 – Stalingrado, ottobre 1945) è stato un ammiraglio e giudice tedesco, già distintosi come ufficiale della Kaiserliche Marine imbarcato sui sommergibili durante la prima guerra mondiale, dove venne decorato con l'Ordine Pour le Mérite.
Durante il corso della Grande Guerra affondò 19 navi mercantili per un totale di 44 167 tonnellate, e 4 navi da guerra (tre sottomarini e un incrociatore corazzato) per un totale di 11 502 tonnellate. Inoltre danneggiò 8 navi mercantili per un totale di 49 699 tonnellate. Rimasto in servizio nella Reichsmarine dopo la fine del conflitto, con l'avvento del regime nazista nel 1933 transitò nei ruoli della Kriegsmarine. Promosso Kapitän zur See, e poi contrammiraglio, tra il 6 ottobre 1937 e il 31 dicembre 1939 fu giudice presso il Reichskriegsgericht.
Dopo lo scoppio della seconda guerra mondiale fu Ispettore aggiunto a Brema fino alla fine dell'agosto 1942 e allo stesso tempo ufficiale superiore (Standortältester). Promosso a rango di viceammiraglio il 1º aprile 1942, andò in pensione il 31 maggio 1943. Nominato giudice onorario (Beisitzer) presso la 2ª Sezione del Volksgerichtshof, allora presieduta da Wilhelm Crohne, partecipò a numerosi processi che comportarono l'emissione di condanne a morte. Nel 1945, dopo la fine della guerra, fu brevemente arrestato dagli inglesi e poi rilasciato. Le autorità francesi emisero un ordine di ricerca in quanto sospettato di essere un criminale di guerra, per il suo ruolo nel processo Kontinent (Combat Zone Nord), ma inutilmente. Tuttavia venne rapito dai sovietici, e rinchiuso in un campo di prigionia posto vicino a Stalingrado, dove morì nell'ottobre 1945.

## Biografia
Nacque ad Hannover il 24 ottobre 1889, figlio maggiore del generalmajor prussiano Paul von Heimburg (1851-1936) e di sua moglie Cornelia Shadler. Suo fratello minore Erik (1892-1946) fu maggiore generale della polizia. 
Si arruolò nella Kaiserliche Marine il 3 aprile 1907 come cadetto e completò l'addestramento nautico sulla nave scuola Stein. Dopo la successiva frequenza presso la Scuola navale di Kiel-Düsternbrook, dove fu nominato Fähnrich zur See il 21 aprile 1908, si imbarcò per la prima volta sulla nave da battaglia Schleswig-Holstein. Il 15 settembre 1910 fu trasferito sulla nave da battaglia Hessen venendo promosso Leutnant zur See il 10 aprile 1911, e trasferendosi, a partire dal 28 aprile, come ufficiale di guardia sul piccolo incrociatore Geier. Nell'ottobre 1913 completò l'addestramento per l'imbarco sui sottomarini, trasferendosi nel contempo, con il grado di Adjutant, a bordo della nave soccorso sommergibili Vulkan.
Quando scoppiò la prima guerra mondiale, promosso Oberleutnant zur See il 22 marzo 1914, prestò servizio come ufficiale di guardia sul sottomarino SM UA, una nave requisita che si trovava allora in costruzione per la marina della Norvegia. Il 25 marzo 1915 ricevette il suo primo comando, il sottomarino UB-14, da 127 tonnellate di stazza, appartenente alla classe UB-I. Trasferito via ferrovia nel Mare Adriatico, e alzando la bandiera dell'Impero austro-ungarico con il distintivo ottico U-11.  Temporaneamente al comando dello UB-15, il 10 giugno 1915 affondò il sommergibile della Regia Marina Medusa, e ritornato sullo UB-14  il 7 luglio l'incrociatore corazzato Amalfi da 10.400 tonnellate vicino a Venezia.
Il 16 luglio 1915 salpò da Pola con il suo sottomarino, inizialmente al traino di un cacciatorpediniere austro-ungarico, per raggiungere, il giorno 24, il porto di Bodrum, sulla costa turca dell'Egeo. Qui colse numerosi successi. Appena arrivato l'UC-15 dovette ricaricare le batterie dello UC-14 li giunto quattro giorni prima con problemi al motore. Una apposita squadra di manutenzione, viaggiando in treno e a dorso di cammello, giunse a Bodrum da Costantinopoli per effettuare le necessarie riparazioni a entrambi i battelli. Il 12 agosto salpò con lo UB-14 per intercettare le navi nemiche sulla rotta tra Alessandria d'Egitto e i Dardanelli. Il 13 agosto attaccò, ed affondò, la nave canadese da trasporto truppe RMS Royal Edward, in rotta per Madras, che colò a picco nel giro di sei minuti con la morte di quasi 1 000 soldati e 132 membri dell'equipaggio. Il 2 settembre silurò la nave da trasporto truppe australiana Southland diretta a Gallipoli, che si salvò in quanto, dopo essere stata evacuata, fu portata da un equipaggio ridotto ad arenarsi nel porto di Moudros. Il 4 settembre, il sottomarino britannico E-7 rimase impigliato nelle reti anti-siluro nemiche al largo di Capo Nagara, nello stretto dei Dardanelli. Tutti i tentativi di liberare il sottomarino fallirono, ma avevano attirato la sua attenzione in quanto lo UB-14 si trovava in riparazione nella vicina Çanakkale. Raggiunto il luogo dove si trovava immerso lo E-7 a bordo di una piccola barca insieme ad altri ufficiali, essi calarono una piccola carica esplosiva direttamente sul fondo dove si trovava lo E-7, e la fecero esplodere. Il comandante del sottomarino britannico diede allora ordine di emergere, e appena raggiunta la superficie fece evacuare il battello e poi lo autoaffondò. L'intero equipaggio venne fatto prigioniero di guerra.
A bordo dello UB-14 il 6 novembre affondò il sommergibile inglese E-20 (725 t) in navigazione nel Mar di Marmara. Il 1 luglio 1916 passò al comando del sommergibile UC-22, su cui il 19 giugno affondò al largo di Biserta il sommergibile francese Ariane. Il 5 ottobre 1917 passò al comando del sommergibile UB-68, venendo decorato con l'Ordine Pour le Mérite l'11 agosto 1917. Promosso Kapitänleutnant il 28 aprile 1918, rimase sullo UC-68 fino al 1 luglio di quello stesso anno. In quella data fu nominato U-boot Kommandanten (comandante della flottiglia dei sommergibili) Tra il 7 settembre e il 9 ottobre 1918 trasferì il sottomarino U-35 dalla base navale di Cattaro a quella di Kiel, dove lo colse la fine della guerra.
Dopo la fine della Grande Guerra fu trasferito in servizio nella Reichsmarine, dove inizialmente comandò le torpediniere T-104 (23 agosto-31 ottobre 1919) e T-139 (1 novembre 1919-14 settembre 1920). Dall'ottobre 1921 al settembre 1924 prestò servizio come aiutante presso il comando navale di Swinemünde. In seguito fu Comandante di compagnia nella II. Abteilung der Schiffsstammdivision Ostsee a Stralsund. Il 2 ottobre 1925 si imbarcò come ufficiale di navigazione a bordo del piccolo incrociatore protetto Amazone, e il 1 dicembre 1926 fu promosso capitano di corvetta. Dal 26 settembre 1927 fu al comando la II. Abteilung der Schiffsstammdivision Ostsee, e il 24 settembre 1928 fu nominato comandante del IV Dipartimento di artiglieria navale a Cuxhaven. Due anni dopo fu trasferito come primo ufficiale sulla nave da battaglia Schlesien. In questa funzione fu promosso capitano di fregata il 1 ottobre 1932. Nel settembre 1933 fu trasferito a Cuxhaven messo al comando delle fortificazioni degli estuari dell'Elba e del Weser, rimanendovi fino al 3 ottobre 1937. Seguì il 1 luglio 1934 la promozione a Kapitän zur See, e tra il 6 ottobre 1937 e il 31 dicembre 1939 fu giudice presso il Reichskriegsgericht. In questa posizione fu promosso contrammiraglio il 1 agosto 1939.
Lasciato il suo lavoro presso la Corte marziale del Terzo Reich, fu a Ispettore aggiunto a Brema fino alla fine dell'agosto 1942 e allo stesso tempo ufficiale superiore (Standortältester). Come tale, fu promosso a rango di viceammiraglio il 1 aprile 1942. Lasciato il comando a Brema il 1º settembre 1942, venne inizialmente tenuto a disposizione dell'Oberkommando der Marine (OKM), e andò in pensione il 31 maggio 1943. Fu quindi nominato giudice onorario (Beisitzer) presso la 2ª Sezione del Volksgerichtshof, allora presieduta da Wilhelm Crohne. I Beisitzer erano nominati direttamente dai vertici del regime nazista, scelti esclusivamente tra persone che esso considerava politicamente nazionalsocialisti affidabili e convinti. Mentre svolgeva questo incarico coinvolto nell'emissione di numerose condanne a morte. Nel 1944, durante la seduta del Volksgerichtshof a Bielefeld, prese parte al processo contro dipendenti della Dürkoppwerke considerati colpevoli di avere ascoltato emittenti radio straniere, terminato con l'emissione di quattro condanne a morte.
Nel corso del 1945, dopo la fine della guerra, fu arrestato dagli inglesi e poi rilasciato. Le autorità francesi emisero un ordine di ricerca in quanto sospettato di essere un criminale di guerra, per il suo ruolo nel processo Kontinent (Combat Zone Nord), ma inutilmente. Tuttavia venne rapito dai sovietici, e rinchiuso in un campo di prigionia posto vicino a Stalingrado, dove morì nell'ottobre 1945.
Nell'intervallo tra le due guerre mondiali il giornalista americano Lowell Thomas, che gli fu presentato da Lothar von Arnauld de la Perière, lo volle intervistare per il suo libro Raiders of the Deep apparso nel 1928.

## Pubblicazioni
- U-Boot gegen U-Boot, A. Scherl, G.m.b.H., Berlin,  1917.

### Annotazioni
1. ↑  Tale pratica era di uso comune tra i sommergibili tedeschi operanti nel Mare Adriatico in appoggio alla k.u.k. Kriegsmarine austro-ungarica, in quanto la Germania entrò ufficialmente in guerra con il Regno d'Italia (1861-1946) il 18 agosto 1916.
2. ↑  Riuscì ad arrivare a Bodrum nonostante uno dei motori si fosse rotto al largo dell'isola di Creta, e la bussola si fosse rivelata difettosa.
3. ↑  Gli altri giudici della 2ª Sezione erano il generale della Luftwaffe Hermann Stutzer, il capo della Gioventù hitleriana Hans Kleeberg e il Capo delle SA Kurt Lasch.

### Fonti
1. 1 2 3 4 5 6 7 8 9 10 11 12 13 14 15 16 17 18 19  Oocities.
2. 1 2 3 4 5 6  Uboat.
3. ↑  Herzog 1968, p. 143.
4. 1 2 3 4 5  Herzog 1968, p. 120.
5. ↑  Herzog 1968, p. 144.
6. ↑  Herzog 1968, p. 150.
7. ↑  Urteil des VGH vom 3. August 1944 in Kopie, Stadtarchiv Bielefeld 300-7-Nr. 154-2.
8. ↑  Thomas 2004, pp. 131-144.
9. 1 2 3 4 5 6 7 8 9 10 11  Reichswehrministerium 1929, p. 43.